# Tourism
Tourism és el quart àlbum de Roxette, enregistrat el 1992, de nom complet Tourism: songs from studios, stages, hotelrooms & other strange places (cat. Turisme: cançons d'estudis, escenaris, habitacions d'hotel i altres estranys indrets). Es faria durant el Join the joyride world tour i els seus senzills són: "How Do You Do", "Queen of Rain" i "Fingertips '93".
El CD va assolir el No.1 als següents països: Alemanya, Noruega i Suècia; i al No.2 al Regne Unit, Àustria i Suïssa.

## Llista de cançons
1. "How Do You Do!" - 3:12 (estudi)
2. "Fingertips" - 3:22 (estudi)
3. "The Look" - 5:34 (directe Sydney)
4. "The Heart Shaped Sea" - 4:31 (estudi)
5. "The Rain" - 4:49 (estudi)
6. "Keep Me Waiting" - 3:12 (estudi)
7. "It Must Have Been Love" - 7:08 (directe Santiago, Xile, i estudi)
8. "Cinnamon Street" - 5:04 (estudi)
9. "Never Is Along Time" - 3:44 (club nocturn)
10. "Silver Blue" - 4:05 (estudi)
11. "Here Comes the Weekend" - 4:11 (hotel)
12. "So Far Away" - 4:02 (hotel)
13. "Come Back (Before You Leave)" - 4:30 (estudi)
14. "Things Will Never Be the Same" - 3:22 (directe Zúric)
15. "Joyride" - 4:50 (directe Sydney)
16. "Queen of Rain" - 4:49 (estudi)

## Curiositats
- El senzill "Fingertips '93" n'estaria una versió de nova, que es faria després.
- "It Must Have Been Love" és la primera vegada que apareix a un àlbum de Roxette.
- La cançó "So Far Away" ja havia estat a "Pearls of Passion".
- "Come Back (Before You Leave)" fou el costat B del senzill "Joyride", entretant "Silver Blue" fou de "The Look".